# Limassolla schmitzi
Limassolla schmitzi är en insektsart som först beskrevs av Irena Dworakowska 1981.  Limassolla schmitzi ingår i släktet Limassolla och familjen dvärgstritar.
Artens utbredningsområde är Madagaskar. Inga underarter finns listade i Catalogue of Life.